# Karlheinz Weißmann
Karlheinz Weißmann, född 13 januari 1959 i Northeim, är en tysk författare och debattör inom Neue Rechte.
Han blev fil.dr 1989 och är sedan många år kolumnist i veckotidningen Junge Freiheit. 2000 grundade han tillsammans med Götz Kubitschek organisationen Institut für Staatspolitik och var 2003-2012 redaktör för organisationens tidskrift Sezession.